# Киприан (военный магистр)
Киприан (лат. Cyprianus; ум. 545, Перуджа) — восточноримский полководец, военачальник императора Юстиниана I, принимавший участие в его кампаниях — покорении королевства вандалов и аланов и завоевании остготской Италии. В 533 году он под началом Велизария командовал подразделениями федератов в Северной Африке. В дальнейшем он принимал сдачу их короля Гелимера.

## Биография
В 533 году Киприан был в числе девяти человек, которым император поручил командовать войсками федератов в экспедиции своего полководца Велизария против королевства вандалов и аланов. По предположению византиниста Дж. Мартиндейла, он мог быть одним из лидеров федератов, которые в битве при Дециме 13 сентября 533 года столкнулись с силами под командованием короля вандалов Гелимера и были им разбиты. В ходе следующей битвы при Трикамаре 15 декабря того же года Киприана назначили одним из архонтов сил федератов. В этом качестве он стал одним из командующих левым флангом имперской армии в сражении. Согласно историку и секретарю Велизария Прокопию Кесарийскому, с ним флангом командовали Мартин, Валериан, Маркелл и Алтия. Общая численность группировки составляла от трёх с половиной до четырёх тысяч человек. Сражение закончилось победой восточных римлян, когда все их силы, включая фланги, атаковали противника через ручей. Первым рухнул вражеский центр, за ним, под напором восточных римлян, в бегство обратились и фланги. Силы империи скоординированно преследовали врага. В конце марта 534 года Фара осадил Гелимера на горе Папуа в Нумидии, решил сдаться, Велизарий послал к нему с Киприаном гарантию безопасного прохода. После капитуляции последнего он вместе с Киприаном прибыл в Карфаген.

### Комментарии
1. ↑  Остальных 8 звали Алтия, Маркелл, Кирилл, Иоанн[порт.], Дорофей[порт.], Валериан, Мартин[порт.] и Соломон[1].